# (328305) Jackmcdevitt
(328305) Jackmcdevitt est un astéroïde de la ceinture principale.

## Description
(328305) Jackmcdevitt est un astéroïde de la ceinture principale. Il fut découvert le 20 octobre 2006 à Kitt Peak par Larry H. Wasserman. Il présente une orbite caractérisée par un demi-grand axe de 2,55 UA, une excentricité de 0,26 et une inclinaison de 6,1° par rapport à l'écliptique.

## Compléments